# رود تیفینا
رود تیفینا (انگلیسی: Tifina) یک رودخانه در استان تور کشور روسیه است.